# Matías Tissera
Matías Tissera (Rojas, 1996. szeptember 6. –) argentin labdarúgó, a bolgár Ludogorec Razgrad csatárja.

## Pályafutása
Tissera az argentínai Rojas városában született. Az ifjúsági pályafutását a helyi Argentino de Rojas és Sarmiento de Rosario csapataiban kezdte, majd 2012-ben a Newell’s Old Boys akadémiájánál folytatta.
2017-ben mutatkozott be a Newell’s Old Boys első osztályban szereplő felnőtt csapatában. Először 2017. március 18-án, a Vélez Sarsfield ellen 3–0-ra megnyert mérkőzés 85. percében, Ignacio Scoccot váltva lépett pályára. A következő szezonokban másodosztályú kluboknál szerepelt kölcsönben, játszott például a Quilmes, az Independiente Rivadavia és a Platense csapataiban is. 2021 márciusában a lehetőséggel élve, az újonnan feljutó Platensehez igazolt. A 2021-es szezonban 21 mérkőzésen 14 gólt ért el.
2022. február 12-én 3½ éves szerződést kötött a bolgár első osztályban érdekelt Ludogorec Razgrad együttesével. 2022. február 26-án, a Szlavija Szofija ellen 3–1-re megnyert bajnoki 87. percében, Pieros Sotiriou cseréjeként debütált. Első ligagólját 2022. április 17-én, szintén a Szlavija Szofija ellen 4–1-re megnyert találkozón szerezte. 2022. július 5-én, a macedón Sutjeska Nikšić ellen hazai pályán 2–0-ra megnyert BL-selejtező 84. percében szintén Pieros Sotiriout váltva lépett pályára, majd 7 perccel később megszerezte első nemzetközi találatát is.

## Statisztika
2022. október 1. szerint.
| Klub                                 | Szezon   | Bajnokság        | Bajnokság | Bajnokság | Kupa  | Kupa  | Nemzetközi | Nemzetközi | Összesen | Összesen |
| Klub                                 | Szezon   | Bajnokság        | Mérk.     | Gólok     | Mérk. | Gólok | Mérk.      | Gólok      | Mérk.    | Gólok    |
| ------------------------------------ | -------- | ---------------- | --------- | --------- | ----- | ----- | ---------- | ---------- | -------- | -------- |
| Newell’s Old Boys                    | 2016–17  | Primera División | 5         | 0         | 0     | 0     | —          | —          | 5        | 0        |
| Quilmes (kölcsönben)                 | 2017–18  | Primera Nacional | 12        | 0         | 0     | 0     | —          | —          | 12       | 0        |
| Independiente Rivadavia (kölcsönben) | 2018–19  | Primera Nacional | 18        | 3         | 0     | 0     | —          | —          | 18       | 3        |
| Platense (kölcsönben)                | 2019–20  | Primera Nacional | 11        | 1         | 0     | 0     | —          | —          | 11       | 1        |
| Platense (kölcsönben)                | 2020–21  | Primera Nacional | 9         | 4         | 0     | 0     | —          | —          | 9        | 4        |
| Platense                             | 2021     | Primera División | 32        | 14        | 0     | 0     | —          | —          | 32       | 14       |
| Ludogorec Razgrad                    | 2021–22  | Parva Liga       | 9         | 2         | 3     | 2     | 0          | 0          | 13       | 5        |
| Ludogorec Razgrad                    | 2022–23  | Parva Liga       | 10        | 4         | 1     | 0     | 6          | 3          | 17       | 7        |
| Ludogorec Razgrad                    | Összesen | Összesen         | 19        | 6         | 4     | 2     | 6          | 3          | 30       | 12       |
| Összesen                             | Összesen | Összesen         | 106       | 28        | 4     | 2     | 6          | 3          | 116      | 33       |

## Sikerei, díjai
Ludogorec Razgrad
- Parva Liga
  - Bajnok (1): 2021–22